# Sukkerchok
Sukkerchok är en dansk popgrupp som inledningsvis bestod av medlemmarna Tina Inez Gavalinas Granda, Kat Stephie Holst och Malene Qvist. Våren 2010 ersattes Gavilanes Granda av Simone Cameron efter en tävling i TV-programmet Go' morgen Danmark om vem som skulle bli gruppens nya medlem. De blev kända i Danmark år 2009 då de släppte soundtracket till säsong fyra av den danska versionen av Paradise Hotel. 
Sukkerchok har medverkat i Dansk Melodi Grand Prix vid två tillfällen, 2009 med låten Det' det och 2010 med Kæmper for kærlighed.
I september 2011 meddelade medlemmarna i Sukkerchok att gruppen skulle upphöra. År 2020 återförenades de ursprungliga medlemmarna i gruppen igen under namnet Sukkerchok.

## Diskografi

### Album
- Hvor som helst - når som helst (2009)
- De 1000 Drømmes Nat (2010)

### Singlar
- Hvor som helst - når som helst (2009)
- Det' det (2009)
- Hele julenat - hele juledag (2009)
- Kæmper for kærlighed (2010)